# Brothers in Arms: Road to Hill 30 (joc video)
Brothers in Arms: Road to Hill 30 este un joc video 'first-person shooter' dezvoltat de Gearbox Software și publicat de Ubisoft pentru PlayStation 2, Xbox, Microsoft Windows și OS X. Este primul joc din seriile Brothers in Arms [eng]. Acțiunea are loc în timpul celui de-al doilea război mondial și se axează pe tactici. A fost produs pentru Wii în 2008, ca parte a compilației Brothers in Arms: Double Time [eng].
Brothers in Arms: Road to Hill 30 a fost folosit și ca recrearea scenariilor din 2005 de la programul tv american History Channel, de asemenea numit Brothers in Arms.

## Modul de joc
În cele mai multe nivele din Brothers in Arms, jucătorul este sub comanda unuia sau 2 echipe separate de câte 1-3 oameni, cu excepția câtorva secvențe în care jucătorul nu este sub comanda vreo unei unități. Există două feluri de echipe care sunt distribuite înaintea fiecărei misiuni:
1. 1 2 3 4   https://cdaction.pl/gry/brothers-in-arms-road-to-hill-30, accesat în 4 februarie 2025 Lipsește sau este vid: |title= (ajutor)
2. ↑  GOG.com
3. 1 2 3  redump.org
4. ↑  Steam, accesat în 31 martie 2022